# Emiko Shiratori
Emiko Shiratori (白鳥 英美子, Shiratori Emiko), née le 16 mars 1950 est une chanteuse japonaise. Elle a chanté aux jeux olympiques d'hiver de Sapporo en 1972 et à ceux de Nagano en 1998. Elle est l'épouse de Sumio Shiratori et la mère de la chanteuse Maika Shiratori.

## Biographie
En 1969, Emiko Shiratori chante en duo avec Akutagawa Sumio sous le label Toshiba EMI. Les deux forment le groupe de folk « Toi et Moi » qui connait un grand succès au Japon. De 1969 à 1973, elle produit une moyenne de deux albums et de quatre singles par an. En 1973, Emiko a réalisé son premier album solo. Elle a continué comme artiste solo tout au long des années 1970.
Comme chanteuse pour le jeu vidéo Final Fantasy IX, c'est elle qui chante le thème principal du jeu, "Melodies of life" en Japonais ainsi qu'en Anglais. En raison de la popularité de la version anglaise de "Melodies of life", un single spécial a été réalisé séparément de la bande originale de Final Fantasy IX. En 2006, sollicitée par Nobuo Uematsu, elle interprète pour chanter une version spéciale de "Melodies of Life" aux  concerts de Final Fantasy. Cette nuit-là, elle chante une version de la chanson dans laquelle elle a combiné au japonais des paroles anglaises.
Elle a aussi chanté un arrangement vocal du thème de "Epona" dans The Legend of Zelda: Ocarina of Time. l'Album arrangé, et "Les Moomins" (Tanoshii Muumin Ikka) les thèmes préliminaires et de fin.
Shiratori a aussi chanté Do-Re-Mi-Fa Lullaby, le thème de fin du deuxième film Unico, Unico in the Island of Magic, bien que la chanson ait été changée à un instrument dans la version anglaise du film.

## Discographie

### Album
|    | Titre                                        | Date de sortie | Remarque                                             |
| 1  | Yamamuro Emiko                               | 1973.04.23     | Premier album solo sous le nom Emiko Yamamuro        |
| 2  | LADY                                         | 1982.09.25     | Premier album après son mariage avec Sumio Shiratori |
| 3  | Tobiiro no Machi                             | 1983.03.25     |                                                      |
| 4  | Amazing Grace                                | 1987.09.21     | Premier album chez King Record                       |
| 5  | Utsukushi Kuaoki Danau                       | 1988.05.21     |                                                      |
| 6  | Brand New World                              | 1989.01.10     |                                                      |
| 7  | Winter Wonderland                            | 1989.12.05     | Mini album sur le thème de Noël                      |
| 8  | VOICE OF MINE                                | 1990.09.05     |                                                      |
| 9  | HELLO                                        | 1991.09.21     |                                                      |
| 10 | Irodori                                      | 1992.09.26     |                                                      |
| 11 | ARCADIAN                                     | 1993.08.21     |                                                      |
| 12 | Shiratori Emiko                              | 1994.03.16     | Album anniverssaire (25 ans de carrière)             |
| 13 | Dear...                                      | 1995.05.24     | Album de reprise des Beatles                         |
| 14 | GRACE ~Kioku no Kakeratachi~                 | 1996.10.23     |                                                      |
| 15 | Cross My Heart                               | 2000.10.04     | Contient le single Melodie of Life                   |
| 16 | BIG YELLOW MOON                              | 2001.06.27     | Contient le single The Book of Life                  |
| 17 | I'm Here ~Towa no Uta                        | 2002.11.27     | Premier album chez Universal                         |
| 18 | Celebration                                  | 2003.10.29     |                                                      |
| 19 | Kimi wa Suteki ~Emiko Shiratori sings VIFAM~ | 2005.08.26     |                                                      |
| 20 | Uta Geshiki ~Nihon no Jojouka                | 2012.03.14     |                                                      |
| 21 | Uta Geshiki ~Omoide no Douyou Shouka Shuu    | 2013.02.27     |                                                      |
| 22 | Uta Geshiki ~Edelweiss                       | 2014.02.26     |                                                      |
| 23 | Uta Geshiki ~Tsubasa wo Kudasai              | 2014.02.26     |                                                      |
| 24 | Uta Geshiki ~Hikouki gumo                    | 2015.02.18     |                                                      |

### Album Best
|    | Titre                         | Date de sortie | Remarque                                       |
| 1  | Heart side                    | 1990.12.05     | Premier album best                             |
| 2  | G Senjou no Aria              | 1995.02.08     | Compilation d’adaptation de classique.         |
| 3  | COLLECTION II                 | 1996.09.21     |                                                |
| 4  | Watashi Senshuu               | 1999.09.21     | 30th Anniversary Best Album                    |
| 5  | Re-Voice                      | 2001.12.17     | Single collection                              |
| 6  | The Classics ~Beauty & Grace~ | 2004.08.04     | Premier Best par Universal                     |
| 7  | Golden Best                   | 2005.01.26     |                                                |
| 8  | Prime Selection               | 2006.01.18     | Compilation d'Emiko Shiratori et de Toi et Moi |
| 9  | GOLDEN BEST                   | 2009.11.18     | Compilation d'Emiko Shiratori et de Toi et Moi |
| 10 | Perfect Best                  | 2010.07.07     |                                                |
| 11 | Song's Bloom                  | 2013.10.09     | 45th Anniversary Best Album. 2 disques.        |

### Single
|    | Titre                      | Date de sortie | Remarque                                                          |
| 1  | Ai wa Yume no you ni       | 1982.08.25     | Premier single sous le nom "Emiko Shiratori"                      |
| 2  | Amazing Grace              | 1988.04.21     |                                                                   |
| 3  | THE EYES OF LOVE           | 1988.11.21     |                                                                   |
| 4  | Let the River Run          | 1990.04.05     | Theme du Drama "HOTEL" (TBS)                                      |
| 5  | Yume no Sekai e            | 1990.04.21     | Tanoshii Mūmin Ikka générique d'ouverture                         |
| 6  | Yume no Yuku e             | 1991.03.05     |                                                                   |
| 7  | Hanataba Soete             | 1991.09.21     | Chanson officielle des JO de 1998                                 |
| 8  | Heavenly Blue              | 1992.04.22     |                                                                   |
| 9  | Kono uchuu e, Tsutaetai    | 1992.07.04     | Tanoshii Mūmin Ikka 2e générique                                  |
| 10 | Le chéri                   | 1993.05.12     | En duo avec Fumiaki Nakajima                                      |
| 11 | Prelude to Grace           | 1996.09.21     |                                                                   |
| 12 | Himawari                   | 1996.12.18     |                                                                   |
| 13 | Melodies of Life           | 2000.08.02     | Générique de fin du jeu vidéo Final Fantasy IX                    |
| 14 | THE BOOK OF LIFE           | 2001.07.25     | Générique de fin de l'anime "Cosmo Warrior Zero"                  |
| 15 | Shizuka na Chikyu no ue de | 2001.10.24     | Sojiro featuring Shiratori Emiko                                  |
| 16 | Mou Ichido                 | 2004.07.07     |                                                                   |
| 17 | Obaachan Moshikashite      | 2005.05.21     | Chanson pour Minna no Uta (NHK),en collaboration avec Ikuko Kawai |
| 18 | Tenohira no Yume           | 2005.05.27     | Générique de fin de l'anime "Seikai no Senki"                     |
| 19 | Kimi wa Suteki             | 2005.08.26     |                                                                   |
| 20 | Tabitachi no Hini          | 2006.11.22     | Avec "Toi et Moi"                                                 |
| 21 | Change Tomorrow            | 2008.01.23     | Avec le collectif "AMBIENCE"                                      |